# Otto Mattes
Otto Mattes (* 12. Dezember 1897 in Kreuznach; † 10. November 1975 in Marburg) war ein deutscher Zoologe und Professor an der Universität Marburg.

## Leben
Mattes diente im Ersten Weltkrieg als Vizefeldwebel der Reserve und erhielt das Eiserne Kreuz. An den Kämpfen des Marburger Studentenfreikorps 1920 beteiligte er sich als Gruppenführer. Er habilitierte sich 1929 in Zoologie und wurde 1923 Assistent am Zoologischen Institut der Universität Marburg. Im Herbst 1933 (bis 1934) wurde er zum Führer der Dozentenschaft Marburg, in die alle nicht beamteten Dozenten und Assistenten eintreten mussten und die beamteten Hochschullehrer freiwillig eintreten konnten. Im November 1933 unterzeichnete er das Bekenntnis der Professoren an den deutschen Universitäten und Hochschulen zu Adolf Hitler. 1934 erhielt Mattes einen unbesoldeten Lehrauftrag zur Vererbungslehre und wurde 1935 ao. Professor. Er war Schulungsreferent im NS-Lehrerbund und seit November 1933 Mitglied der SA. Am 9. Juni 1937 beantragte er die Aufnahme in die NSDAP und wurde rückwirkend zum 1. Mai desselben Jahres aufgenommen (Mitgliedsnummer 5.395.302). Im Zweiten Weltkrieg diente er wieder als Offizier. Sein Spezialgebiet waren Parasiten.
In den 1950er- und 1960er-Jahren war Mattes erneut als Abteilungsleiter im Zoologischen Institut der Universität Marburg und als Lehrbeauftragter tätig.